# Kyenjojo (district)
Kyenjojo is een district in het westen van Oeganda. Kyenjojo telde in 2020 naar schatting 525.400 inwoners.
Het district werd in 2000 opgericht na afsplitsing van het district Kabarole. In 2009 werd het district opgesplitst en werd het nieuwe district Kyegegwa opgericht. Het district is opgedeeld in een county (Mwenge), drie constituencies (Mwenge North, Mwenge Central en Mwenge South), 18 sub-county's, 9 Town Councils, 109 gemeenten (parishes), 47 wards en telt 853 dorpen.

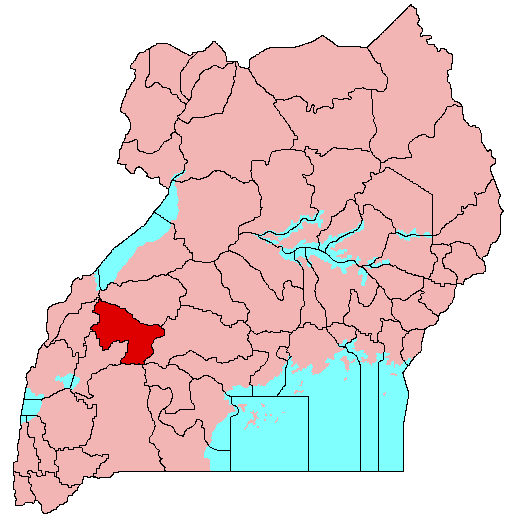
Het district voor in 2009